# Антон Вълчанов
Антон Вълчанов (роден на 4 юни 1975 г. във Варна) е бивш български футболист, защитник.  

## Биография
Вълчанов е юноша на Спартак (Варна). Играл е за Приморец (Аксаково), Тича (Варна), Черно море, Спартак (Варна), Ботев (Пловдив), Белослав и Черноморец (Бяла). Има общо 101 мача с 1 гол в професионалния футбол – 87 мача с 1 гол в А група, както и 14 мача в Б група. Прекратява състезателната си кариера на 30-годишна възраст през 2005 г.

## Статистика по сезони
- Приморец (Акс) – 1994/95 – В група
- Тича (Вн) – 1995/96 – В група
- Черно море – 1996/ес. – Б група, 14/0
- Спартак (Вн) – 1997/пр. – А група, 1/0
- Спартак (Вн) – 1997/98 – А група, 10/0
- Спартак (Вн) – 1998/99 – А група, 26/0
- Спартак (Вн) – 1999/00 – А група, 23/0
- Спартак (Вн) – 2000/01 – А група, 11/0
- Спартак (Вн) – 2001/02 – А група, 0/0
- Ботев (Пд) – 2002/03 – А група, 16/1
- Белослав – 2003/04 – В група
- Черноморец (Бяла) – 2004/05 – В група